# Loop (Lied)

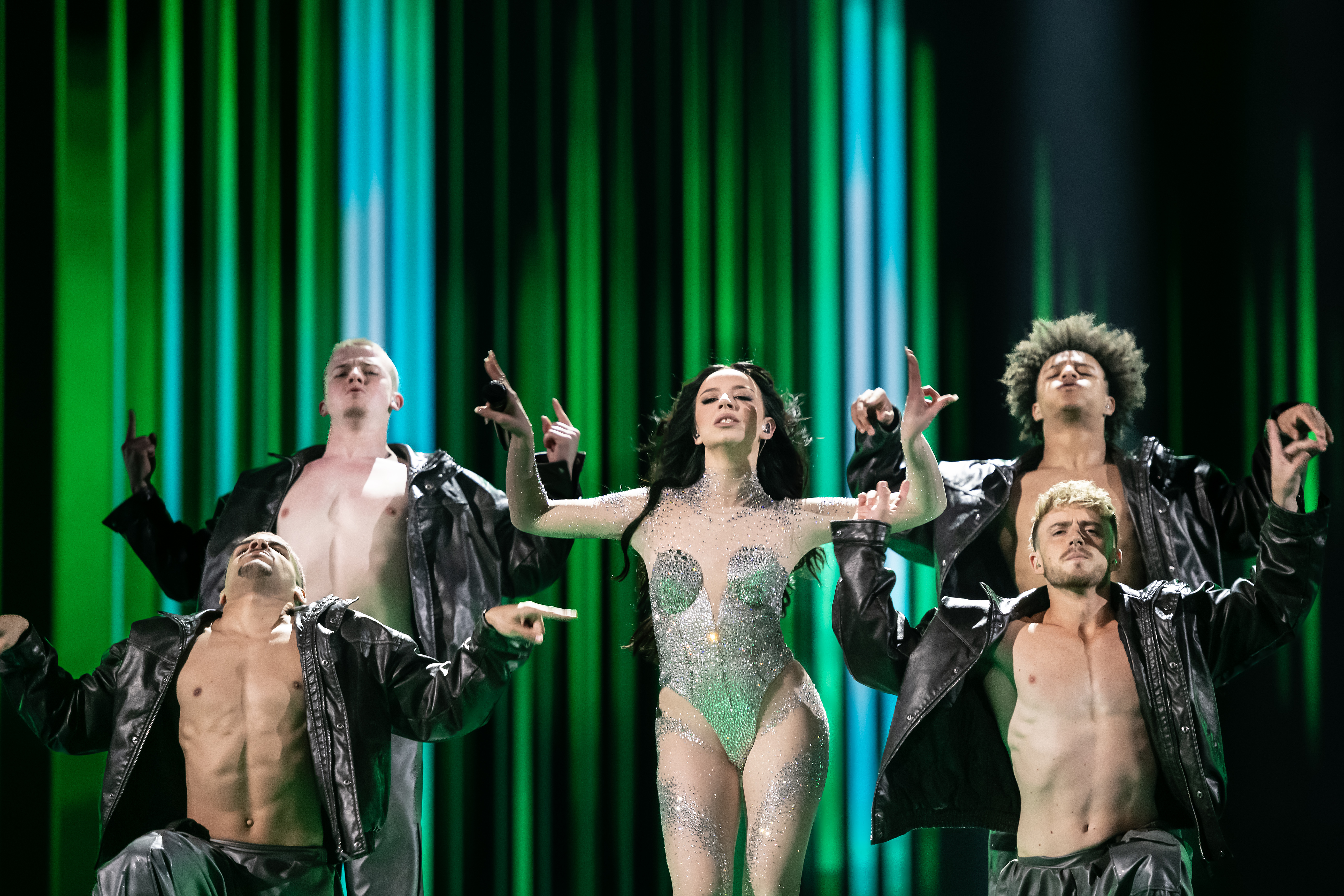
Sarah Bonnici bei Proben für Loop

Loop ist ein Lied der maltesischen Sängerin Sarah Bonnici. Mit dem Titel vertrat sie Malta beim Eurovision Song Contest 2024.

## Hintergrund
Das Lied wurde von John Emil Johansson, Kevin Lee, Sebastian Pritchard-James, Leire Gotxi Angel, Matthew James Borg, Michael Joe Cini, Joy Deb, Linnea Deb, Ale Zabala und Sarah Bonnici selbst geschrieben. Dies bezieht sich auf die überarbeitete („revamped“) Version, mit der Bonnici beim Wettbewerb antritt, wobei Joy Deb, Linnea Deb sowie Borg und Johansson für die Überarbeitung verantwortlich zeichneten. Der Song wurde ausschließlich für den Wettbewerb geschrieben.
Am 18. Oktober 2023 wurde bekanntgegeben, dass Loop am nationalen Wettbewerb Malta Eurovision Song Contest 2024 teilnehmen würde. Erstmals wurde es im ersten Halbfinale am 27. Oktober in der maltesischen Fernsehsendung XOW gesungen. Ein Musikvideo wurde beim Malta Eurovision Song Contest am 1. Februar 2024 vorgestellt. Die offizielle Veröffentlichung für den ESC erfolgte jedoch erst am 14. März 2024 in einer überarbeiteten Version auf dem ESC-YouTube-Kanal. Das neue Video setzte sich aus Material des vorherigen sowie aus neuen Szenen zusammen.

## Inhalt
Bonnici sagte in einem Interview, Loop sei ein „[positives] Liebeslied“ über eine Person, die romantisch an einer anderen interessiert sei. Nach einer Phase des Flirtens finden sich die beiden in einer glücklichen „Dauerschleife“ wieder.

## Eurovision Song Contest
Beim Eurovision Song Contest 2024 in der Malmö Arena in Malmö, Schweden, wurde der Song im zweiten Halbfinale am 9. Mai aufgeführt. Bei der Auslosung am 30. Januar 2024 wurde dem Lied die erste Hälfte zugelost. Am 26. März 2024 wurde ihm dort der erste Startplatz zugeteilt. Es konnte sich nicht für das Finale qualifizieren und erreichte nur den 16. Platz mit 13 Punkten.